# Britpop
El Britpop es un subgénero del rock alternativo nacido a principios de los años 1990 en el Reino Unido, caracterizado por la delicadeza del sonido, la simplicidad de las canciones y la aparición de bandas influidas por grupos de las décadas de los años 1960 y 1970 como The Beatles, The Kinks, The Rolling Stones o The Who. Fue altamente popular en el mundo durante la segunda mitad de la década de 1990 y principios de los años 2000.
Este movimiento nació como una reacción frente a otros estilos de moda durante finales de la década de los años 1980 y principios de la de 1990 tales como el Grunge, en tanto, en el Reino Unido sonidos como el Madchester o el Acid House habían generado un renovado interés en canciones lideradas por el ritmo y el groove en la música pop británica (un ejemplo clásico fue el conjunto Happy Mondays). En los inicios de este nuevo movimiento, la clásica estructura musical ordinaria en cualquier banda preexistente (liderada por los acordes de la guitarra), tropezaba ante los nuevos estilos derivados de la música electrónica. El movimiento Shoegazing en los últimos años de la década de 1980 respondió mediante la realización de canciones largas, psicodélicas y repetitivas, influenciadas por bandas como My Bloody Valentine. Como el nombre sugiere, las actuaciones en directo tendían a ser «ejercicios de resistencia». Tras esto, hubo un corto aunque crucial movimiento denominado la «Nueva Ola de la Nueva Ola», que produjo bandas derivadas y que fue fundamental en la reorientación del pop británico hacia la escritura de canciones «clásicas».
Aunque los grupos britpop no tenían un sonido único que les uniese, los medios de comunicación los llamaron primero una «movida» y más tarde un «movimiento cultural nacional». Oasis, Blur, The Verve, Pulp, Supergrass, Ocean Colour Scene, Suede, Elastica, Echobelly y Sleeper se consideran como los principales y más importantes grupos del movimiento. Los grupos Britpop posicionaron al rock alternativo británico en la corriente dominante desde mediados de la década de 1990 hasta la mitad de la década de 2000. Los grupos de Britpop consiguieron formar la columna vertebral de un movimiento cultural más grande llamado «Cool Britannia». Aunque los grupos más populares (Oasis, Blur, The Verve) fueron capaces de extender su éxito comercial fuera del Reino Unido (especialmente a Estados Unidos), la tendencia se desarticuló casi por completo a mediados de la década de los años 2000.
Actualmente, el movimiento se considera pasado, dado que la mayoría de bandas se han desintegrado (Oasis, Elastica, The Verve) o han cambiado profundamente de estilo (Blur). Las nuevas bandas que aparecen en la década de los años 2000, han declarado haber sido muy influenciadas por bandas de britpop, dejando ya un legado a la historia de la música y a la vez creando el Post-Britpop.

## Historia

### Estilo, raíces e influencias
Si bien el britpop se volvió importante cerca de 1993-1994, es difícil determinar exactamente cuando comenzó el movimiento. El periodista John Harris ha sugerido que el Britpop comenzó con el sencillo de Blur «Popscene» y el de Suede «The Drowners», que fueron lanzados en 1992. Él declaró «...si el Britpop comenzó en alguna parte, fue una avalancha de alabanzas que saludaron el primer disco de Suede: todos muy audaces, exitosos y muy, muy británicos». La fuerza musical dominante en ese tiempo era la invasión «grunge» de Estados Unidos, que llenó el vacío dejado en la escena indie por la inactividad de Stone Roses. Los orígenes del Britpop se encuentran principalmente en la escena indie de principios de los noventa, y en particular alrededor de un grupo de bandas alimentadas por la prensa musical y envueltas en una escena social vibrante en un área de Londres llamada Camden Town.
Los grupos britpop están claramente influenciados por las grandes bandas británicas de los años sesenta y setenta, especialmente grupos de la British Invasion, como The Beatles, The Rolling Stones, The Who, The Kinks y The Small Faces; artistas como David Bowie y T. Rex; y grupos de punk rock como The Jam, Buzzcocks y Wire. Las influencias concretas variaban: Blur y Oasis tenían influencias de los Kinks y los Beatles, respectivamente, mientras que Elastica tenía preferencia por el punk rock artístico. Sin embargo, todos proyectaban una sensación de reverencia por los sonidos del pasado.
Las bandas de rock alternativo de la movida Indie de los años ochenta y principio de los años noventa fueron los antecesores directos del movimiento britpop. La influencia de The Smiths fue común para la mayoría de los artistas britpop. La movida Madchester, encabezada por los Stone Roses, por los Happy Mondays y por Inspiral Carpets (para quien Noel Gallagher de Oasis había trabajado como transportador y montador del equipo del grupo durante sus giras durante los años Madchester), fue la antecesora inmediata del britpop, ya que su énfasis en pasárselo bien y en canciones pegadizas daba una alternativa a la shoegazing.

### Postura «Anti-Grunge» y patriotismo
Los orígenes de este movimiento se remiten a la segunda mitad de la década de los 80, en el período de gobierno de la, en ese entonces, primera ministra de Inglaterra: Margaret Thatcher. Fue aquí cuando el Madchester tomó fuerza con The Stone Roses, dictando el camino, pero todo eso fue detenido abruptamente por el veto de la autoridad inglesa sobre los frenéticos conciertos que daba esta banda. La fuerza musical dominante de ese periodo fue la invasión grunge de Estados Unidos, que rellenó el hueco dejado por la escena indie, durante la inactividad de Stone Roses. Damon Albarn de Blur resumió la postura en 1993 cuando, después de que le preguntasen si Blur era un grupo «anti-grunge», respondió «Bueno, eso está bien. Si el punk apareció para eliminar a los hippies, entonces nosotros estamos aquí para eliminar el maldito grunge». Justo ese mismo año, la revista Select lanzó un número que generaría una gran polémica y marcaría un gran impacto, ya que esta mostraba al vocalista de Suede, Brett Anderson, en la portada con un fondo de la bandera del Reino Unido, con la leyenda Yanks go home (en español: Yanquis váyanse a casa). Las imágenes asociadas al britpop eran igualmente británicas, patrióticas, antiamericanas y de clase obrera.
Tras una accidentada gira por Estados Unidos, Blur adoptó una postura «ultra inglesa» en su segundo álbum, Modern Life Is Rubbish (1993), impulsado por el resentimiento que obtuvo Damon Albarn hacia la cultura estadounidense y el bombardeo de esta hacia el Reino Unido. La promoción de Blur del disco Modern Life Is Rubbish ayudó a incrementar los valores de la clase media masculina dentro de los medios de comunicación, con el grupo en las fotos de prensa intentando controlar un pit bull terrier, y el grafiti de «british image no. 1» en la pared detrás de ellos. Este incremento de una masculinidad desenfadada, ilustrada por la revista Loaded y lad culture en general, fue una gran parte de la era del britpop. La bandera del Reino Unido también fue un símbolo destacado del movimiento y su uso como símbolo de orgullo y nacionalismo.

### Primeros años del movimiento
Los orígenes del britpop recaen principalmente en la escena indie rock de los noventa, y en particular alrededor de un grupo de bandas aclamadas por la prensa musical e involucradas en movimientos sociales activos, enfocados en el área Camden Town de Londres. Esta escena fue apodada «The Scene That Celebrates Itself» (La escena que se celebra a sí misma) por Melody Maker. Algunos de los miembros más notables de esta escena (Blur, Lush, Suede) irían a tocar una parte importante en el britpop. Otros como Kingmaker, Slowdive, Spitfire y Ride no lo harían.
El periodista John Harris, ha comentado que el britpop empezó cuando el sencillo de Blur «Popscene» y «The Drowners», de Suede, fueron lanzados casi al mismo tiempo en 1992. Dijo, «Si el britpop empezó en algún lugar, fue con la lluvia de aclamaciones que recibieron los primeros trabajos de Suede: todos ellos audaces, exitosos y muy, muy británicos».
Blur, un grupo que formalmente mezclaba elementos de shoegazing y baggy, lanzó su segundo álbum Modern Life Is Rubbish (La vida moderna es una basura) en 1993. Blur, como Suede, tomaron referencias británicas (The Kinks para Blur, David Bowie para Suede, y The Smiths para ambos). El nuevo acercamiento de Blur fue inspirado por su tour a través de Estados Unidos, lo que guio a Damon Albarn a ofenderse de la cultura americana, y buscó la necesidad de comentar acerca de la filtración de esa cultura en Inglaterra.
El periodista John Harris, escribió en un artículo de NME previo al lanzamiento del álbum, diciendo «Su coordinación ha sido fructíferamente perfecta. ¿Por qué? Porque como con baggies y shoegazers, los americanos ruidosos y de pelo largo se acaban de encontrar condenados a la ignominiosa esquina conocida como "la cosa de ayer"». La prensa musical también fijó lo que la NME había apodado la Nueva Ola de la Nueva Ola, un término aplicado a actos más derivados del punk como Elastica, S*M*A*S*H y These Animal Men.
Mientras que Modern Life is Rubbish era un éxito moderado, fue el tercer álbum de Blur, Parklife lo que les hizo la banda más popular en el Reino Unido en 1994. Parklife continuó con la fiera naturaleza británica de su predecesor, y junto con la muerte de Kurt Cobain, cantante de Nirvana en abril de ese año, parecía que el rock alternativo británico había finalmente revertido el dominio grunge. A Parklife se le unió el álbum debut de Oasis, Definitely Maybe (el cual rompió el récord de Suede como álbum de debut que se vendió más rápido) ese mismo año, representando el espíritu del momento, así como His 'n' Hers de Pulp, que no obtuvo un gran éxito hasta Different Class en 1995.
El movimiento fue pronto apodado como britpop. El término «britpop» había sido usado a finales de los ochenta (en la revista Sounds por el periodista Goldblade y el experto John Robb refiriéndose a bandas como The La's, Stone Roses, Inspiral Carpets y The Bridewell Taxis). «Britpop» se levantó al mismo tiempo que el término «Britart» (que se refiere al trabajo de artistas británicos modernos como Damien Hirst). Sin embargo, no fue hasta 1994 cuando el término entró en el conocimiento popular, siendo usado extensivamente por la prensa musical y los DJs de radio. Su influencia fue reconocida por un artículo en The Guardian, en el que los editores del diccionario inglés de Oxford declaró a «britpop» como una nueva palabra que ejemplificaba mejor a 1995.
Junto a Oasis, Blur, Suede y Pulp, hubo otros participantes en el britpop que dominaron la escena musical por los siguientes años, incluyendo a Ash, Elastica, Echobelly, Sleeper, Supergrass, Menswear, The Auteurs, The Boo Radleys, Cast (una banda formada por John Power, bajista de The La's), The Bluetones, Black Grape, Space y Gene. Algunos de ellos fueron novicios, mientras que otros, como Boo Radleys y Dodgy, eran bandas ya establecidas que se beneficiaron de asociarse con el movimiento. La escena alrededor de Camden Town era ahora vista como centro musical, frecuentada por bandas como Blur, Elastica y Menswear. Melody Maker declaró: «Camden es para 1995 lo que Seattle fue para 1992, Mánchester para 1989 y Mr Blobby para 1993».